# Depastrum
Depastrum is een monotypisch geslacht van neteldieren uit de familie van de Haliclystidae. 

## Soort
- Depastrum cyathiforme (M. Sars, 1846)